# ミリオン・ウォルデ
ミリオン・ウォルデ (Million Wolde、1979年3月17日 - )は、エチオピアの陸上競技選手。トラック種目、クロスカントリーなどで活躍した選手で、2000年シドニーオリンピックの5000mでは金メダルを獲得した選手である。
なお、彼の名前は「ミリオン」が本人の名前、「ウォルデ」はいわゆる「姓（ファミリーネーム）」ではなく父親の名前である（人名#その他の文化圏における名前を参照）。このため、本人を特定する意味では「ミリオン」と略するのが正しいが、日本のマスメディアでは「ウォルデ」をファミリーネームのように扱って略称とすることが一般的であるため、以下の文中の表記もそれに従う。

## 経歴
ウォルデのクロスカントリーの成績は、1996年に南アフリカ共和国のケープタウンで行われた世界ジュニアクロスカントリー選手権で8位。1997年の世界ジュニアクロスカントリーでは2位、1998年では優勝している。
トラックの成績は、1996年に17歳で出場した世界ジュニア選手権の3000m障害で6位となっている。1998年の世界ジュニア選手権では5000mに出場、優勝を飾っている。
ロードでは、1998年にブラジルのマナウスで行われた世界ロードリレー選手権でケニアに次いで2位となっているが、ウォルデは第1走を走って区間1位となっている。
しかし、ウォルデが真に名声を得るのは1999年の日本の前橋でおこなわれた世界室内陸上の3000mで銅メダルを獲得したときであろう。その夏にスペインのセビリヤで行われた世界陸上では5000mに出場し8位となっている。
さらに同年、北アイルランドのベルファストで行われたシニアの世界クロスカントリー(4km)で4位に入っている。さらに2000年の世界クロスカントリーでは15位に終わっている。
22歳になった2000年シドニーオリンピックで、ウォルデは最高結果を出す。誰も予想しないほど遅いペースの中、ウォルデは辛抱して好機を待った。そして残り200mとなったとき前にいた選手たちを抜き去り13分35秒49という非常に遅いタイムで2位に入ったアルジェリアのアリ・サイディ・シエフ(Ali Saidi-Sief)らをおさえ金メダルを獲得した。
ウォルデは、2001年の世界選手権の5000mでも銀メダルを獲得している。

## 自己ベスト
- 1500m　3分39秒15 (1998年)
- 3000m　7分32秒36 (2000年)
- 5000m　12分59秒39 (1998年)

## 主な実績
| 年   | 大会                   | 場所                     | 種目  | 結果 | 記録       |
| ---- | ---------------------- | ------------------------ | ----- | ---- | ---------- |
| 1998 | 世界ジュニア陸上選手権 | アヌシー(フランス)       | 5000m | 金   | 13分47秒49 |
| 1999 | 世界室内陸上選手権     | 前橋(日本)               | 3000m | 銅   | 7分53秒85  |
| 2000 | オリンピック           | シドニー(オーストラリア) | 5000m | 金   | 13分35秒49 |
| 2001 | 世界陸上選手権         | エドモントン(カナダ)     | 5000m | 銀   | 13分03秒47 |